# Opuntia maxima
Opuntia maxima é uma espécie de planta com flor pertencente à família Cactaceae. 
A autoridade científica da espécie é Mill., tendo sido publicada em The Gardeners Dictionary: . . . eighth edition no. 5. 1768.

## Portugal
Trata-se de uma espécie presente no território português, nomeadamente no Arquipélago dos Açores e no  Arquipélago da Madeira.
Em termos de naturalidade é introduzida nas duas regiões atrás referidas.

## Protecção
Não se encontra protegida por legislação portuguesa ou da Comunidade Europeia.